# Savage Skulls
I Savage Skulls furono una banda criminale di strada formata da ispanici e afroamericani con sede nella zona di Hunts Point nel quartiere del Bronx a New York. Nacquero per aggregazione spontanea alla fine degli anni sessanta, acquisendo notorietà negli anni settanta. La gang dichiarò "guerra" agli spacciatori della zona durante i primi anni settanta.
La banda era inoltre famigerata per il coinvolgimento in numerose risse e vere e proprie guerriglie urbane con altre gang rivali quali "Seven Immortals", "Savage Nomads" e "Dirty Dozen".
Nel 1979 sui Savage Skulls fu girato il documentario 80 Blocks from Tiffany's, e i membri della gang furono fotografati da Jean Pierre Laffont nel 1972. Il leader della gang era Felipe Mercado.
Come anche i Savage Nomads, i membri della gang si appropriarono della simbologia nazista per dimostrare "quanto fossero minacciosi e terribili". Questa abitudine includeva sfoggiare indumenti con impresse svastiche, indossare elmetti della Wehrmacht e un servizio di sicurezza chiamato "Gestapo" all'interno della banda.